# Ministre plénipotentiaire
Ein Ministre plénipotentiaire ist in der diplomatischen Sprache der akkreditierte Repräsentant einer Regierung bei einer ausländischen Macht, der nicht den Rang eines Botschafters innehat, jedoch normalerweise Verhandlungsvollmacht besitzt. Er bzw. sie  wird üblicherweise mit Monsieur/Madame le ministre angeredet. 
In Frankreich sind die Ministres plénipotentiaires Beamte des Außenministeriums und gehören dem diplomatischen Corps an. Viele von ihnen sind mit der Funktion eines Botschafters ausgestattet, sie sind jedoch außerordentliche und bevollmächtigte Botschafter Frankreichs in … und nicht Botschafter Frankreichs.
Ähnliche Funktionen gab es in den vergangenen Jahrhunderten auch in anderen europäischen Staaten.